# 津山盆地

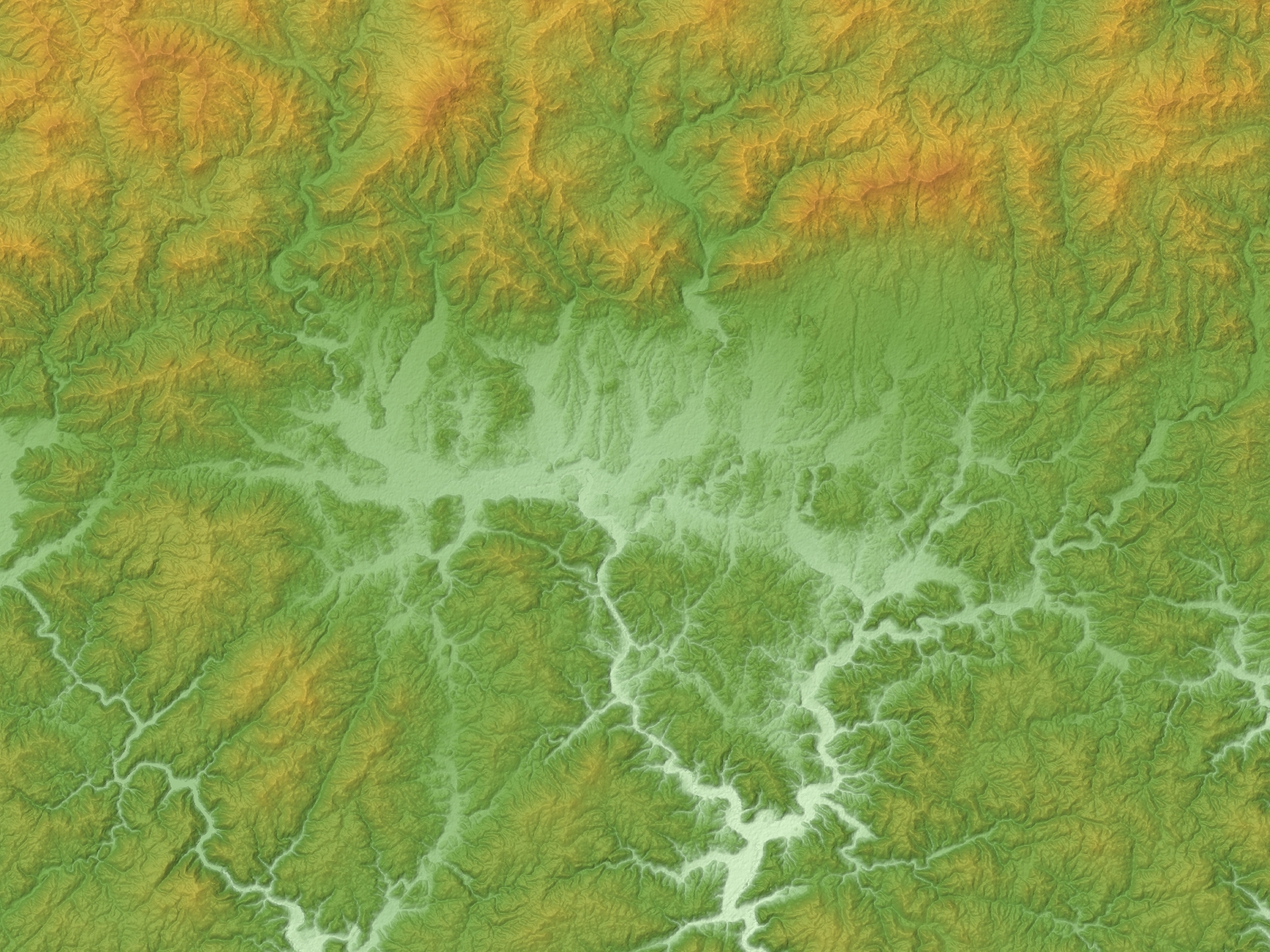
津山盆地の地形図

津山盆地（つやまぼんち）は、岡山県北部、津山市から鏡野町方面に広がる盆地。中国地方最大の盆地である。

## 概要
津山盆地は中国山地南側に位置しており、さらに南側の吉備高原との間にある丘陵や台地、沖積低地などで構成される。標高は概ね100〜200メートル程であるが、周辺部は300メートル程と高くなっている。中央部には吉井川が流れている。中心都市の津山市は吉備国分割後の美作国国府が置かれ、また山陽・山陰間の交通の要衝として古くから開けた。現在でも津山盆地を中心として津山都市圏が形成され、美作地方の中心的存在となっている。

## 気象
日本海からの風が中国山地を越えることでもたらされる広戸風が吹く。また秋季から冬季にかけては霧（放射霧）もよく発生し、津山市北部の黒沢山などでは雲海を観賞できる。